# Poly(A) konec

Finální maturovaná mRNA vypadá obvykle takto (patrná je oblast poly(A) konce

Poly(A) konec (také poly(A) ocásek) je sekvence asi 40–250 adeninových (A) nukleotidů, které jsou pomocí poly(A) polymerázy přidány na 3' konec RNA v procesu tzv. polyadenylace. Konkrétní místo vzniku poly(A) konce se na surové RNA molekule může měnit a je někdy předmětem tzv. alternativní polyadenylace.
Jedná se o jednu z posttranskripčních modifikací „surové“ eukaryotické pre-mRNA. Mezi jednotlivými nukleotidy vznikají běžné 5'-3' vazby, jako tomu je u transkripce, ale na rozdíl od ní není potřeba žádný templát (žádná DNA, která by sloužila jako vzor). Konkrétní délku poly(A) konce určují různé přídatné poly(A) vázající proteiny. RNA pro bílkoviny histonů však z neznámých důvodů žádný poly(A) ocas nemá.

## Funkce
Poly(A) konec zvyšuje stabilitu mRNA (dokud má RNA poly(A) konec, není zpravidla degradována) a taky napomáhá jejímu exportu z jádra do cytoplazmy. Pro vědce má poly(A) konec ten praktický význam, že umožňuje snadnou izolaci veškeré buněčné mRNA pomocí afinitní chromatografie na oligo(dT)-celulóze.